# موريتز فون أوزوالد
موريتز فون أوزوالد (بالألمانية: Moritz von Oswald)‏ هو ملحن ومنتج أسطوانات ألماني، ولد في 1962 في هامبورغ في ألمانيا.

## وصلات خارجية
- موريتز فون أوزوالد على موقع IMDb (الإنجليزية)
- موريتز فون أوزوالد على موقع ميوزك برينز (الإنجليزية)
- موريتز فون أوزوالد على موقع أول ميوزيك (الإنجليزية)
- موريتز فون أوزوالد على موقع ديسكوغز (الإنجليزية)